# Werner Kuhlmeier
Werner Kuhlmeier (* 1960) ist ein deutscher Erziehungswissenschaftler.

## Leben
Nach der Berufsausbildung zum Tischler (1981–1983) studierte er an der Universität Hamburg die Fächer „Holz- und Kunststofftechnik“, „Erziehungswissenschaft“, „Politikwissenschaft“ sowie „Berufliche Rehabilitation“ (1991 erstes Staatsexamen für das Lehramt an der Oberstufe – Berufliche Schulen). Nach der Promotion 2002 an der TU Berlin zum Dr. phil. ist er seit 2009 Professor (W2) für Erziehungswissenschaft unter besonderer Berücksichtigung der Berufspädagogik mit dem Schwerpunkt Didaktik der beruflichen Fachrichtungen Bautechnik und Holz- und Kunststofftechnik an der Universität Hamburg.
Seine Forschungsschwerpunkte sind Konzeptionen beruflicher Fachdidaktiken, Nachhaltigkeit in der beruflichen Bildung und Weiterbildung in der Bauwirtschaft.

## Schriften (Auswahl)
- Berufliche Fachdidaktiken zwischen Anspruch und Realität. Situationsanalyse und Perspektiven einer konzeptionellen Weiterentwicklung am Beispiel der Bereichsdidaktik Bau-, Holz- und Gestaltungstechnik. Baltmannsweiler 2005, ISBN 3-89676-902-2.
- mit Thomas Vollmer und Andrea Mohorič (Hrsg.): Berufsbildung für nachhaltige Entwicklung. Modellversuche 2010–2013: Erkenntnisse, Schlussfolgerungen und Ausblicke. Bielefeld 2014, ISBN 3-7639-1169-3.